# Yara Tupynambá
Yara Tupynambá (Montes Claros, 2 de abril de 1932) es una artista plástica brasileña.

## Biografía
Nacida en Montes Claros, Estado de Minas Gerais, Yara se formó en artes plásticas, y realizó sus estudios artísticos con Guignard y Goeldi, habiendo también estudiado en el Pratt Institute de Nueva York. Sus obras son reconocidas por todo el Brasil, habiendo sido tema de una Sala Especial en la Bienal Internacional de Arte de São Paulo.
Fue profesora y luego directora de la "Escuela de Bellas Artes de la UFMG, y también fue profesora en la Escuela Guignard, en Belo Horizonte.
Entre sus obras más famosas están el panel A Árvore da Vida, que retrata a Adán desnudo, y a Eva semidesnuda, en la Iglesia Matriz de Ferros, que aparece descripto en el libro Hilda Furacão, de Roberto Drummond. Dicha obra causó polémica entre los moralistas, siendo entonces noticia de los medios nacionales e internacionales; y el panel Minas, do século XVII ao século XX, en la Asamblea Legislativa de Minas Gerais
Desde 1987, la artista fundó, y mantiene el "Instituto Yara Tupynambá", una sociedad civil que desarrolla trabajos de incentivación a las artes plásticas, además del impulso a las actividades culturales y educionales, en Minas Gerais.

## Participación en Salones y en Bienales
Yara ha participado de los Salones de Arte Moderno de Río de Janeiro, Belo Horizonte, São Paulo, Brasilia, Paraná, Porto Alegre, Campinas, Ouro Preto, Dores do Indaiá y Pernambuco, además de las Bienales de São Paulo y de Salvador.
Ha liderado el Atelier Vivo en la Bienal de São Paulo en 1974, donde realizó conclusiones de una encuesta realizada en los niveles educativos.

## Algunas publicaciones
- yara Tupynambá. 1969. Inconfidênçia mineira: mural de Yara Tupinambá. Editor Universidade Federal de Minas Gerais, 20 pp.

## Honores

### Premios
- II Premio de Escultura en el Salón de Belo Horizonte
- I premio de Grabado en el XVI Salón de Belo Horizonte
- I Premio de Diseño TV Itacolomi entre artistas mineiros
- I Premio de Ilustraciones - Diario de Noticias, Río de Janeiro
- II Premio de Diseño en el Salón de Pernambuco
- I Premio de Grabado en el II Salón de Trabajo
- Medalla de Oro en el Salón de Paraná
- Premio "Aquisición" en el Salón de Porto Alegre
- Premio Especial "Paschoal Carlos Magno" en el Salón de Pequeños Cuadros
- Palma de Oro por los desarrollos artísticos, en el Palacio de las Artes
- Mención Especial en el Salón de Paraná (Brasil) con el equipo Estandarte
- I Premio de Grabado con el equipo Estandarte en el IV Salón de Arte Contemporáneo de Belo Horizonte